# 오랑주 공국
오랑주 공국(프랑스어: principauté d'Orange), 또는 오라녜 공국(네덜란드어: Oranje)은 프랑스 남부 프로방스 지역에 있던 봉건 국가이다. 론강 좌안의 아비뇽 북쪽의 오랑주를 중심으로 했다.
1163년, 신성 로마 제국의 프리드리히 1세가 부르군트 왕국의 오랑주 백작령을 공국으로 승격시켰다.
1544년, 나사우 가문의 빌럼 1세가 사촌 르네로부터 오랑주 공의 작위를 물려받았다. 이후 오랑주 공의 작위는 오라녜나사우 왕가로 이어졌다.
오라녜 공 빌럼 3세(잉글랜드의 윌리엄 3세)는 마지막으로 공국을 직접 통치했다. 윌리엄 3세가 1702년 자녀 없이 죽자, 프로이센의 프리드리히 1세과 나사우디츠 가문의 요한 빌럼 프리소가 오랑주 공 지위의 승계를 주장했다. 공국은 1672년의 프랑스-네덜란드 전쟁과 다시 1682년 8월에 루이 14세의 군대에 의해 점령되었고, 마침내 1713년 프로이센과의 위트레흐트 조약에 따라 프리드리히 1세는 프랑스에 공국의 영토를 양도하였다. 하지만 오랑주 공 작위는 포기하지 않았다.
또다른 계승 주장자인 나사우디초의 요한 빌럼 프리소는 1713년 영토를 양도하지 않았다. 1732년의 분할 조약에서, 계승자인 빌럼 4세는 영토에 대한 권리를 포기했으나, 작위는 프리드리히 1세처럼 포기하지 않았다. 이 조약에서 두 계승 주장자는 두 가민이 오랑주 공의 작위를 쓰는 것을 허용하기로 협의했다.

## 같이 보기
- 오라녜 공